# بيل بيترسون (لاعب كرة قدم أمريكية)
بيل بيترسون (بالإنجليزية: Bill Peterson)‏ هو لاعب كرة قدم أمريكية أمريكي، ولد في 14 مايو 1920 في تورونتو في الولايات المتحدة، وتوفي في 5 أغسطس 1993.

## وصلات خارجية
- بيل بيترسون على موقع قاعة فلوريدا للمشاهير الرياضية (الإنجليزية)